# أبو حمزة المصري
أبو حمزة المصري واسمه «مصطفى كامل مصطفى» أحد رجال الدين المسلمين في المملكة المتحدة الذي أثير حوله ضجة اعلامية كبيرة لاتهامه «بتعبئة المسلمين على الكراهية لغير المسلمين» وفق حكم القضاء البريطاني الذي حكم عليه بالسجن لمدة 7 أعوام لهذه التهمة في 7 فبراير 2006.

## بداياته
ولد مصطفى كامل الملقب بالشيخ أبو حمزة المصري في 15 ابريل 1958 في الإسكندرية في مصر لعائلة متوسطة الدخل وكان والده ضابطاً في الجيش المصري. في عام 1979 انتقل إلى المملكة المتحدة للدراسة وتزوج هناك من سيدة بريطانية مسلمة ولكن هذا الزواج انتهى بالطلاق بعد 5 أعوام. في التسعينيات سافر المصري إلى أفغانستان كمتطوع للمساعدة في إعادة إعمار أفغانستان بعد الحرب الطويلة التي خاضها الأفغان ضد التدخل العسكري السوفيتي في أفغانستان وأثناء حملة لإزالة الألغام تعرّض المصري إلى إصابات نتيجة انفجار لغم وأدّت هذه الإصابات إلى فقدانه البصر في عينه اليسرى وبتر في يده اليمنى. في عام 1999 حُكم على ابن المصري محمد مصطفى كامل بالسجن لمدة 3 سنوات من قبل السلطات في اليمن نتيجة اتهامه بالضلوع بسلسلة من التفجيرات ضد المصالح الغربية.

## المصري كرجل دين في لندن
كان أبو حمزة المصري إماما لجامع فنسبيري Finsbury Park Mosque الذي شُيّد في عام 1990 في شمال لندن والذي ذاع صيته بسبب ربط اسم هذا المسجد بما وصفته بعض وكالات الأنباء الغربية «بمركز لتجمع المسلمين المتطرفين» وتم توجيه تنبيه لإدارة المسجد في عام 2000 بعدم استعمال المسجد كمركز سياسي وفي 20 يناير 2003 اقتحمت الشرطة البريطانية مسجد فنسبيري للتحقيق والتفتيش وحسب تقارير الشرطة البريطانية فإنه تم في ذلك التفتيش العثور على «جوازات مزورة وغاز مُسيّل للدموع وسكاكين ومسدسات» بالإضافة إلى ما أسمته الشرطة «موسوعة الجهاد الأفغاني» وكانت حسب وصف الشرطة «دليل يحوي على أسماء ساعة بيغ بن وبرج إيفل وتمثال الحرية كأهداف يمكن مهاجمتها».
تم عزل المصري من منصبه كإمام للجامع في 4 فبراير 2003 ولكنه استمر في إلقاء خطبه الدينية في الشارع المقابل للمسجد. اشتهر المصري بتعاطفه العلني مع زعيم [وضح من هو المقصود ؟] أسامة بن لادن ومواقفه المناهضة لعملية غزو العراق 2003.

## مطالب اليمن والولايات المتحدة بتقديمه للمحاكمة
في عام 2003 طالبت اليمن بتحويل المصري إلى الأراضي اليمنية للمثول أمام القضاء بتهمة ضلوعه بسلسلة من التفجيرات التي شهدتها اليمن ولكن السلطات البريطانية امتنعت عن القبول لهذا الطلب بحجة أن المصري سوف لن يلقى محاكمة عادلة في اليمن.
قامت دوائر الهجرة في المملكة المتحدة بعد هذا الحادث في التقصّي عن المصري في سجلاتها ووجدوا أن زوجة المصري السابقة والتي كان زواج المصري منها السبب في حصوله على الجنسية البريطانية كانت لا تزال قانونيا متزوجة من زوجها الأول أي أنه بنظر القانون كانت هذه السيدة متزوجة من رجلين في آن واحد وهذا يخالف القوانين البريطانية فبدأ بعد هذا الاكتشاف محاولات لسحب الجنسية البريطانية من أبو حمزة المصري.
في 27 مايو 2004 بدأ القضاء البريطاني عملية تحويل المصري إلى أراضي الولايات المتحدة للمثول أمام القضاء الأمريكي بتهمة «محاولته إقامة معسكر لتدريب الإرهابيين في ولاية أوريغون».

## إلقاء القبض عليه
في 19 أكتوبر 2004 تم اتهام المصري بمجموع 16 اتهاما كان من بينها «التشجيع على القتل» و«محاولة خلق كراهية بسبب الانتماء الديني» وتم الحكم عليه في المحكمة المركزية في لندن في 7 فبراير 2006 بالسجن لمدة 7 سنوات ومن الجدير بالذكر أن المصري لا يزال مطلوبا من القضاء الأمريكي.
وقامت المحكمة العليا في لندن بتاريخ 20 حزيران 2008 بتثبيت قرار تسليم الإمام السابق أبي حمزة المصري إلى الولايات المتحدة، الذي سمحت به وزيرة الداخلية البريطانية جاكي سميث مطلع فبراير/شباط الماضي. وأثار هذا الموضوع جدل قانوني حيث أن قرار بتسليم المصري قد ينطوي على مخالفات قانونية خطيرة لتعارض هذا الإجراء مع قوانين اتحاد أوروبي التي تمنع إحالة شخص لقضاء دولة أخرى يطبق فيها عقوبة الإعدام، وأنه قد يواجه الإعدام الذي تسمح به القوانين في الولايات المتحدة.

## تسليمه إلى الولايات المتحدة
في 24 سبتمبر 2012 رفضت المحكمة الأوروبية لحقوق الإنسان رفضاً نهائياً طلب الاستئناف للمصري لمنع ترحيله إلى أمريكا، فقدم طعناً إلى المحكمة العليا في بريطانيا. وفي 5 أكتوبر 2012 رفضت المحكمة العليا في بريطانيا طلبه وقررت تسليمه إلى الولايات المتحدة. وتم ترحيله مع أربعة متهمين آخرين من قاعدة عسكرية بريطانية قبيل منتصف ليلة 5 أكتوبر.
أصدرت محكمة في نيويورك، اليوم الجمعة، حكمًا بالسجن مدى الحياة بحق البريطاني من أصل مصري «أبو حمزة»، إثر إدانته باحتجاز رهائن، واتهامه بالإرهاب.
والإمام السابق لمسجد فينسبيري في لندن، متهم بالتآمر واحتجاز رهائن، ومساعدة مجموعة خطفت 16 سائحا غربيًا في اليمن عام 1998، والقيام بأنشطة إرهابية مرتبطة بمشروع مخيم للتدريب على الجهاد في 1999، في ولاية أوريجون الأمريكية.

## وصلات خارجية
- ECtHR judgment in the case of Abu Hamza and others v. UK
- Hamza organisation site في أرشيف الإنترنت(أرشفت في  يونيو 2, 2001) (Takes a few moments to retrieve from archive.)